# إنديانابوليس 500 سنة 1968
سباق إنديانا بوليس -500 ميل 1968 أقيم في حلبة إنديانابوليس موتور سبيدواي في 30 مايو 1968 وفاز في السباق بوبي أنسر من فريق ليدر كاردز بمتوسط سرعة 152.882 ميل/س (246.040 كم/س).
وكان أول المنطلقين جو ليونارد بسرعة 171.559 ميل/س (276.097 كم/س).